# Discovery+
Discovery+, av företaget skrivet discovery+, är en webb-TV-tjänst som erbjuder sport, film och TV-serier. Tjänsten lanserades i Sverige 2015 under namnet Dplay och är en del av Discovery Networks Sweden.

## Historik
Discovery+ inkluderar program från Kanal 5, Discovery Channel, Eurosport, Kanal 9, Kanal 11, Animal Planet, TLC och ID.  Discovery+ lanserades under namnet Dplay i oktober 2015 i Norge, Finland, Danmark och Sverige och är en förkortning av Discovery Play. I december 2020 meddelades att Dplay under januari 2021 skulle byta namn till "discovery+", det efter att Dplay integreras i tjänsten. Discovery+ kommer att lanseras i 25 länder, på den amerikanska marknaden den 4 januari 2021. I Sverige lanserades tjänsten under det nya namnet den 5 januari 2021.
I maj 2022 stod det klart att WarnerMedia, som ägs av det amerikanska telekombolaget AT&T, skulle gå ihop med Discovery Inc och bilda ett nytt bolag – Warner Bros. Discovery (WBD). I samband med förvärvet tog bolaget, som sedan tidigare driver streamingtjänsten HBO Max, över Discovery+.